# Adelomyrmex laevigatus
Adelomyrmex laevigatus é uma espécie de formiga do gênero Adelomyrmex, pertencente à subfamília Myrmicinae.